# 范雩
范雩（？—？），字伯達，蘇州吳縣（今江蘇蘇州市）人。
北宋徽宗宣和六年（1124年）進士。南宋高宗紹興十一年（1141年）除去秘書省正字職務，轉為校書郎兼任玉牒所檢討及秘書郎。紹興十三年（1143年）六月致仕。
祖父范澤，父范師尹，范雩妻子蔡氏是北宋書法家蔡襄孫女，蔡旻女。其子范成大為南宋處州知州，范成大與楊萬里、陸游、尤袤合稱南宋「中興四大詩人」。范雩著有《禹稷顏回同道論》，其老師讀完之後認為是奇作，在太學上很有名，當時學者都會作為模範。